# Овсяк, Ежи
Ежи Збигнев Овсяк (пол. Jerzy Zbigniew Owsiak, род. 6 октября 1953, Гданьск) — польский общественный деятель, журналист, меценат, один из основателей благотворительного фонда «Большой оркестр праздничной помощи». Е. Овсяк также получил известность как организатор развлекательных молодёжных мероприятий, самым известным из которых является проводимый ежегодно рок-фестиваль «Польский Вудсток».